# Lupin Zero
Lupin Zero (jap. ルパンゼロ, Rupan Zero) ist eine japanische Original Net Animation, welche teilweise auf der Manga-Serie Lupin III von Monkey Punch basiert. Die Serie erzählt in sechs Folgen aus der Jugend des Manga-Helden, dem Meisterdieb Lupin, und dessen Freunden.

## Handlung
Angesiedelt im Japan der 1960er Jahre, erzählt die Serie von Arsène Lupin III., einem Mittelschüler, der entscheiden muss, ob er ein gesetzestreuer Bürger werden soll, oder doch lieber in die Fußstapfen seines Großvaters Arsène Lupin, des berühmten Meisterdiebs, schlüpfen will. An einem schicksalhaften Schultag trifft er auf Daisuke Jigen, den Sohn eines Söldners, der gerade eine Waffe auf einen von Lupins Mitschüler richtet. Am selben Abend treffen die beiden in einem Club auf die Sängerin Yoko, die von Gangstern bedroht wird. Erst hilft Lupin ihr und dann auch Jigen, der von seinem ungestümen und aufgedrehten Mitschüler aber nichts weiter wissen will. Jigen will lieber ungestört seinen Aufträgen nachgehen, die er von meist zwielichtigen Gestalten erhält. Bei einem nächsten Auftrag treffen die beiden wieder aufeinander und Jigen zeigt erstmals Respekt für das Geschick Lupins, den er für einen verwöhnten Bengel hielt. Dennoch will er Lupin, der ihm nun ständig nachläuft, lieber abschütteln. Erst ein weiteres Abenteuer, in dem Jigen seine Auftraggeber verrät, die sich als Diebe eines Schatzes herausstellen, lässt die beiden als Team zusammenwachsen, die sich von da an gemeinsam Abenteuern stellen.

## Produktion und Veröffentlichung
Die Serie wurde offiziell am 23. Oktober 2022 von TMS Entertainment angekündigt. Die Regie an der Serie übernahm Daisuke Sakō, der bereits in der Vergangenheit an verschiedenen Lupin III. Projekten mitgewirkt hat. Ichirō Ōkouchi war als Autor für die Serie verantwortlich und Asami Taguchi für die Charakterdesigns. Die künstlerische Leitung lag bei Hiroki Ozaki und Tetsuhiro Shimizu. Für den Ton war Yuji Tange verantwortlich, für die Kameraführung Hiroyuki Chiba. Die Produzenten waren Kōji Nozaki und Takahiro Koda.
Die Premiere des Animes war beim Anime NYC-Festival am 18. November 2022 in Amerika. Die online-Premiere der Serie erfolgte auf dem japanischen Streaming-Dienst HIDIVE ab dem 16. Dezember. Am 13. Januar kündigte Crunchyroll an, dass man sich die Rechte an der ONA gesichert hat. Sie wurde auf dem Streaming-Portal des Unternehmens auf Japanisch mit Untertiteln auf Deutsch und in weiteren Sprachen veröffentlicht.

### Synchronisation
Aufgrund des deutlich jüngeren Alters der Hauptfiguren wurden sowohl für Lupin III., als auch für Daisuke Jigen jüngere japanische Synchronsprecher gewählt, anstelle ihrer bekannten Synchronsprecher.
| Rolle            | Japanischer Sprecher |
| ---------------- | -------------------- |
| Arsène Lupin III | Tasuku Hatanaka      |
| Daisuke Jigen    | Shunsuke Takeuchi    |
| Yōko             | Saori Hayami         |
| Shinobu          | Toa Yukinari         |
| Arsène Lupin I   | Yoshito Yasuhara     |
| Arsène Lupin II  | Toshio Furukawa      |

### Musik
Für die Musik war Yoshihide Otomo verantwortlich, wobei der Vor- und Abspann auf den von Takeo Yamashita komponierten Stücken der ersten Lupin III.-Serie basieren.

## Episodenliste
| Nr. (ges.) | Nr. (St.) | Deutscher Titel                           | Originaltitel                                          | Erstausstrahlung Japan | Deutschsprachige Erstveröffentlichung (D/A/CH) | Regie                                                            | Drehbuch       |
| ---------- | --------- | ----------------------------------------- | ------------------------------------------------------ | ---------------------- | ---------------------------------------------- | ---------------------------------------------------------------- | -------------- |
| 1          | 1         | Der junge Lupin begegnet dem Wolf         | 少年ルパン、狼に出会う Shōnen Rupan, Ōkami ni Deau     | 16. Dez. 2022          | –                                              | Daisuke Sakō                                                     | Ichirō Ōkouchi |
| 2          | 2         | Hefte dich an den Schatz im Zug           | 列車で秘宝に食らいつけ Ressha de Hihō ni Kuraitsuke    | 16. Dez. 2022          | –                                              | Nobuo Tomizawa                                                   | Hiroki Uchida  |
| 3          | 3         | Der Enkel von Lupin I. kämpft um das Erbe | 一世の孫、跡目を競う Issei no Mago, Atome o Kisou      | 23. Dez. 2022          | –                                              | Daisuke Sakō & Yoshitomo Yonetani                                | Ichirō Ōkouchi |
| 4          | 4         | Die Whisky-Pipeline im Visier             | ウイスキー・パイプを狙え Uisukī Paipu o Nerae          | 30. Dez. 2022          | –                                              | Daisuke Sakō                                                     | Ichirō Ōkouchi |
| 5          | 5         | Der Mann tanzt im Verborgenen             | その男、密かに躍る Sono Otoko, Hisoka ni Odoru         | 6. Jan. 2023           | –                                              | Yoshitaka Koyama & Yasuo Tsuchiya                                | Ichirō Ōkouchi |
| 6          | 6         | Der junge Lupin nennt sich nun Lupin III. | 少年ルパン、三世を名乗る Shōnen Rupan, Sansei o Nanoru | 13. Jan. 2023          | –                                              | Daisuke Sakō, Nobuo Tomizawa, Yoshitomo Yonetani & Keiko Oyamada | Ichirō Ōkouchi |